# 1924년 코파 델 레이 결승전
1924 코파 델 레이 결승전(스페인어: La Final de la Copa del Rey de 1924)은 스페인의 컵대회인 코파 델 레이의 22번째 결승전이다. 이 경기는 1924년 5월 4일, 산 세바스티안의 아토차에서 진행되었다. 레알 우니온이 레알 마드리드를 1–0으로 이기고 세 번째 우승을 챙겼다.

## 경기 상세 정보
| 레알 우니온    | 1–0 | 레알 마드리드 |
| -------------- | --- | ------------- |
| 에체베스테 58′ |     |               |

| 레알 우니온 | 레알 마드리드 |

| 레알 우니온:  |    |                              |
|               |    |                              |
| GK            | 1  | 안토니오 에메리 "에메리 2호" |
| DF            | 2  | 마누엘 아나톨                |
| DF            | 3  | 이그나시오 베르헤스          |
| MF            | 4  | 프란시스코 감보레나          |
| MF            | 5  | 르네 프티                    |
| MF            | 6  | 라몬 에기아사발              |
| FW            | 7  | 호세 에체베스테              |
| FW            | 8  | 호아킨 바스케스              |
| FW            | 9  | 후안 에라스킨                |
| FW            | 10 | 마티아스 아기나가            |
| FW            | 11 | 라몬 아수르사                |
| 감독:         |    |                              |
| 스티브 블루머 |    |                              |

| 레알 마드리드: |    |                            |
|                |    |                            |
| GK             | 1  | 칸디도 마르티네스          |
| DF             | 2  | 펠릭스 케사다              |
| DF             | 3  | 페드로 에스코발            |
| MF             | 4  | 후안 파블로 바레로         |
| MF             | 5  | 아돌프 멩고티              |
| MF             | 6  | 에르네스토 메히아          |
| FW             | 7  | 호세 마리아 무냐고리       |
| FW             | 8  | 마누엘 페르난데스 발데라마 |
| FW             | 9  | 후안 몬하르딘              |
| FW             | 10 | 펠릭스 페레스              |
| FW             | 11 | 헤로니모 빅토르 델 캄포    |
| 감독:          |    |                            |
| 후안 카르세르  |    |                            |

| 코파 델 레이 1924 우승 |
| ---------------------- |
| 레알 우니온 3번째 우승 |